# Восточная марка
Восто́чная ма́рка (нем. Ostmark; лат. Marchia orientalis), также известна как Баварская восточная марка — раннефеодальное государство (марка), существовавшее в IX—XII веках в юго-восточной Германии, предшественник герцогства Австрия.
В 796 году Пипин захватил на Тисе становищ аварских вождей и огромную добычу и образовал Восточную марку, обеспечившую Франкское государство от новых нападений. Восточная марка (Остмарк, Австрия) и Каринтия отделились, в 1061 году, от Баварии. Начиная с конца X века, использование для этого государства названий Восточная марка и маркграфство Австрия является равнозначным.

## История
Со времени древнеримского императора Августа это были римские провинции, и эта территория была населена кельтским племенем таурисков, и частью принадлежало Паннонии, частью Норику. Создание первых западноевропейских государств после падения Римской империи, под воздействием варваров (германцев) шло не по национальному признаку, но путём военных походов (набегов) и подчинения мечом соседних племён. В начале IX века большая часть Западной Европы была объединена франкским королём Карлом Великим.
После появления Франкского государства, впервые попытка создания буферного графства на границе со славянскими землями была предпринята в начале IX века. После войн Карла Великого с аварами рубежи франкских земель были продвинуты далеко на восток (Дранг нах Остен). Территория по Дунаю до Венского Леса, населённая после Великого переселения народов преимущественно славянами, вошла в состав Баварского герцогства. На этих землях была сформирована так называемая Баварская восточная марка, главной задачей которой стала немецкая колонизация, христианизация и охрана границ от славянских набегов. К югу от Восточной марки были также образованы марки и княжества (Штирия, Каринтия, Крайна, Истрия), которые служили буферной зоной между Германией и южными славянами.
В 861 — 863 годах моравский князь Ростислав (Rastiz, nepos Moimari, как его называет фульдская летопись) совершил ряд набегов на Восточную Марку (Ostmark), где Карломан восстал против своего отца, Людовика Немецкого. В 861 году поддержанное Ростиславом войско Карломана воевало с Людовиком II и его союзником Прибиной, который в этой борьбе погиб. В 869 году произошла война между немцами и славянами закончившаяся заключением мира.
В 870-х годах Баварская и другие марки были объединены под властью Арнульфа Каринтийского, ставшего в 896 году императором Запада.
В 892 году в Среднее Подунавье переселились венгры, которые стали представлять более серьёзную угрозу для империи, чем славяне. В 907 году в битве у Пресбурга (ныне Братислава) немецкие войска были наголову разбиты венгерской армией, что привело к завоеванию венграми территории до Энса и падению Баварской марки. Венгерские набеги на Германию продолжались до середины X века. Лишь в 955 году в битве на реке Лех германский император Оттон I Великий одержал решающую победу и освободил территорию Австрии.
Около 960 года из состава Баварии вновь была выделена Восточная марка. В это время её территория охватывала западную часть современной земли Нижняя Австрия и восточную часть Верхней Австрии. Целью создания этого княжества было организация более эффективной обороны границы Германии с венгерскими землями.
В 976 году маркграфом Восточной марки стал Леопольд I, основатель династии Бабенбергов, которая правила в Австрии до 1246 года. При его преемниках территория марки расширилась в восточном направлении до реки Лейта, за счет земель, отвоёванных у венгров. В 996 году впервые упоминается старо-немецкое название марки Ostarrîchi. От него произошло современное наименование Австрия (нем. Österreich).
Восточная марка, или маркграфство Австрия, оставалось под номинальным сюзеренитетом Баварии до 1156 года, когда император Фридрих I Барбаросса даровал государству статус герцогства и независимость от Баварии. С этого момента название Восточная марка уже не применялось к Австрии.
Термин «Восточная марка» или «Остмарк» применялся в нацистской Германии в отношении Австрии после её аншлюса в 1938 году, позднее был заменён на термин альпийские и дунайские рейхсгау.